# Famille El Amrani
Pour les homonymes, voir Amrani (homonymie).
La famille El Amrani, ou Amrani (en arabe :  العمراني), est une famille marocaine notoire. 

## Idrissides
La famille Amrani est une famille chérifienne de Fès, descendant des Idrissides, la première dynastie royale ayant fondé le Maroc et régné entre 789 et 985.
Éparpillée à partir de 985 dans plusieurs régions marocaines, il faudra attendre le règne des Mérinides, favorables aux chérifs, pour assister au retour des familles idrissides à Fès au milieu du XIIIe siècle.
La majorité de leurs descendants vivent dès lors à Fès mais certains membres s'établissent dans les principaux centres citadins du Nord du Maroc (Séfrou, Meknès, Tétouan, Ouezzane, Chefchaouen, Rabat, Salé, Taza, Oujda, Ksar El Kébir et Tanger) ainsi que dans certaines régions rurales du pays (Zerhoun, M'rirt, Beni Khirane, Khouribga).
Chef des chérifs de Fès au milieu du XVe siècle, Mohammed ibn Ali El Amrani El Joutey est proclamé sultan du Maroc en mai 1465.

## Histoire
La famille El Amrani est reconnue comme une branche des Idrissides, issue de Qassim ben Idriss, fils cadet de Moulay Idris II.
Principaux naqibs du sanctuaire de Moulay Idris II, la famille El Amrani participe au poids religieux et à l'influence des oulémas Fassis. Elle compte des saints et des soufis majeurs comme Moulay Ali ben Abderrahman El Amrani, dit Sidi Ali Al Jamal, dont la zaouïa se situe depuis le XVIIIe siècle à Er-Rmila à Fès.
La famille El Amrani compte de nombreux notables, femmes de lettres, hommes d'affaires, intellectuels, hommes d'État : 
- Lalla Ruqaya Al Amrani, faqîha et mère de Moulay Abdelaziz ;
- Mohammed Karim Lamrani, Premier Ministre de six gouvernements sous le règne de Hassan II ;
- Youssef El Amrani, Ministre délégué et chargé de mission au Cabinet Royal sous le règne de Mohamed VI ;
- Hassan Amrani, Wali de la région Rabat Salé Zemmour et Zhaïre ;
- Moulay El Abbas ben Moulay Djafar El Amrani, personnage qui a lutté contre le colonialisme .